# Władysław Małychin
Władysław Ołeksijowycz Małychin (ukr. Владислав Олексійович Малыхин; ur. 15 stycznia 1998) – ukraiński lekkoatleta specjalizujący się w skoku o tyczce.
Siódmy tyczkarz igrzysk olimpijskich młodzieży w Nankinie (2014). W 2015 zdobył srebro mistrzostw świata juniorów młodszych w Cali.
Medalista mistrzostw Ukrainy w juniorskich kategoriach wiekowych.
Rekordy życiowe: stadion – 5,71 (6 maja 2023, Searcy); hala – 5,62 (9 lutego 2024, Fayetteville).

## Osiągnięcia
| Rok  | Impreza                                               | Miejsce   | Pozycja           | Wynik |
| ---- | ----------------------------------------------------- | --------- | ----------------- | ----- |
| 2014 | Kwalifikacje Europy do igrzysk olimpijskich młodzieży | Baku      | 8. miejsce        | 4,60  |
| 2014 | Igrzyska olimpijskie młodzieży                        | Nankin    | 7. miejsce        | 4,65  |
| 2015 | Mistrzostwa świata juniorów młodszych                 | Cali      | 2. miejsce        | 5,30  |
| 2016 | Mistrzostwa świata juniorów                           | Bydgoszcz | 8. miejsce        | 5,30  |
| 2017 | Mistrzostwa Europy juniorów                           | Grosseto  | –                 | NM    |
| 2017 | Mistrzostwa świata                                    | Londyn    | el. – 17. miejsce | 5,60  |
| 2017 | Uniwersjada                                           | Tajpej    | el. –             | NM    |
| 2018 | Mistrzostwa Europy                                    | Berlin    | el. – 16. miejsce | 5,51  |
| 2023 | II dywizja drużynowych mistrzostw Europy              | Chorzów   | 2. miejsce        | 5,40  |
| 2023 | Mistrzostwa świata                                    | Budapeszt | el. – 26. miejsce | 5,35  |
| 2024 | Mistrzostwa Europy                                    | Rzym      | el. – 19. miejsce | 5,45  |